# Echinorhynchus pardi
Echinorhynchus pardi är en hakmaskart som beskrevs av Huxley 1902. Echinorhynchus pardi ingår i släktet Echinorhynchus och familjen Echinorhynchidae. Inga underarter finns listade i Catalogue of Life.